# UVV Utrecht
El UVV Utrecht (Utrechtse Voetbal Vereniging) és un club esportiu amb seu a Utrecht, Països Baixos. Va ser fundat l'any 1902. El club compta amb equips en els següents esports: futbol, tennis, beisbol, softbol i volei platja.
L'estadi de beisbol de l'UVV té una capacitat de 1.000 persones. La secció de beisbol de l'UVV s'anomena UVV Pickies pel seu patrocinador.

## Jugadors destacats
- Marco van Basten
- Piet van Reenen
- Wout Buitenweg
- Harry van den Ham
- John van Loen
- Alje Schut
- Jan Vos
- Jan Willem van Ede
- Erik Tammer